# Джан Мамбет бей
Джан-Мамбе́т-бей (крымскотат. جان ممبت или جان محمد; ум. 1776 году) — влиятельный ногайский мурза, активный сторонник Российской империи.

## Биография
Один из лидеров Едисанской орды, кочевавшей в междуречье Днестра и Южного Буга. В начале русско-турецкой войны в 1769 году едисанские, буджацкие, едичкульские и джембойлукские ногайцы изъявили желание выйти из состава Крымского ханства и переселиться на р. Кубань.
Русское правительство отправило своих агентов в места кочевок четырех ногайских орд. Ногайские мурзы поддержали проект переселения в Приазовье, в Причерноморье и на Кубань. В 1770 году четыре ногайские орды перешли в российское подданство и стали кочевать между Доном и Кубанью.
Джан-Мамбет-бей стал одним из главных сторонником переселения в прикубанские степи. Джан Мамбет от имени Едисанской орды обратился к русскому генерал-аншефу П. И. Панину с просьбой перевести их через Дон на Кубанскую сторону.
Весной 1771 года Буджацкая, Едисанская, Едичкульская и Джембойлукская орды расселились в степях Северо-Западного Кавказа. Едисанские ногайцы расположились по левому берегу р. Кагальника, по Чубуру, на правом берегу р. Еи и по р. Калалы. Джан-Мамбет-бей пообещал генерал-майору и начальнику Кавказской линии Иоганну де Медему оказывать военную поддержку русским войскам.
Джан-Мамбет-бей способствовал возведению царевича Шахин-Гирея на крымский ханский престол. В начале 1773 года три ногайских начальника Джан Мамбет бей, Чин Темир бей и Абдел Керим Эфенди обратились к генералу П. И. Панину с просьбой о назначении калги Шахин-Гирея главным начальником над всеми ногайскими ордами.
В 1774 году османский султан назначил новым крымским ханом Девлет-Гирея, который при поддержку турецких войск в марте того же года высадился в Тамани. Девлет-Гирей стремился подчинить своей власти все ногайские орды, переселившиеся в Закубанье. Однако едисанский лидер Джан-Мамбет-бей твердо придерживался союза с российскими властями. Русское командование выделило для защиты едисанских ногайцев небольшой отряд русских войск под командованием подполковника Ивана Бухвостова. Русский отряд, состоявший всего из полутора тысяч человек ахтырских гусар, драгун и донских казаков, встретил турецкий авангард под начальством калги Шахбаз-Гирея в Едисанской орде, и, прежде чем хан Девлет-Гирей успел подоспеть на помощь с главными силами, разбил его наголову. Ногайцы, уже начинавшие колебаться в верности, теперь вместе с русскими преследовали бегущих. Джан-Мамбет-бей, несмотря на свою старость, рубил в запальчивости тех, которые не решались сражаться со своими единоверцами.
По требование И. Бухвостова Едисанская орда откочевала поближе к расположению русских войск. Подполковник оставил для прикрытия ногайцев на р. Калале небольшой казачий отряд полковника М. И. Платова. 3 апреля Платов был атакован 25-тысячной турецко-татарской армией под командованием хана Девлет-Гирея. Вскоре на помощь казакам прибыл сам И. Бухвостов с небольшим отрядом кавалерии (500 чел.), «в надежде, — как он доносил, — на испытанную храбрость здешнего войска». Едисанцы за ним не пошли, даже сам Джан-Мамбет с изумлением и жалостью смотрел на отряд, скакавший, как он полагал, на свою погибель.
Отряд Бухвостова внезапно ударил в тыла противника и внес большое смятение в татарском лагере. В это же время Матвей Платов с донцами совершил вылазку против врага. Девлет-Гирей в панике бросился бежать, по пути он трижды пытался остановиться, чтобы собрать свои силы для отпора, но русские гусары и донцы продолжали преследовать врага. Подполковник И. Бухвостов, гоня врага, перешел р. Кубань и взял Копыл, резиденцию кубанского сераскира.
В том же 1774 году русские власти назначили ногайским сераскиром в Закубанье калгу Шахин-Гирея, пользовавшегося поддержкой генерал-поручика Е. А. Щербинина и едисанского мурзы Джан-Мамбет-бея.
В 1776 году скончался ногайский лидер Джан-Мамбет-бей, который пользовался авторитетом среди ногайских орд, переселившихся из Бессарабии, и контролировал действия ногайцев и был лично предан российским властям. Во главе ногайцев стал едисанский мурза Джаум-Аджи.